# Aziatische Spelen 1958
De derde Aziatische Spelen werden gehouden in het Japanse Tokio van 24 mei tot 1 juni 1958.
De officiële opening in het Olympisch Stadion werd verricht door keizer Hirohito, de olympische fakkel werd ontstoken door Mikio Oda.

## Feiten
- Een totaal van 1820 atleten deed mee aan deze editie van de Aziatische Spelen.
- Een totaal van 20 landen deed mee aan deze editie van de Aziatische Spelen.
- Dertien verschillende sporten werden georganiseerd:
  - Atletiek
  - Basketbal
  - Boksen
  - Gewichtheffen
  - Hockey
  - Schietsport
  - Tafeltennis
  - Tennis
  - Voetbal
  - Volleybal
  - Wielersport
  - Worstelen
  - Zwemmen
- Wielersport stond opnieuw op het programma.
- Hockey, tafeltennis en tennis waren de nieuwe sporten.

## Medaillespiegel

Deelnemende landen (blauw)

| Rang   | Land       | Goud | Zilver | Brons | Totaal |
| ------ | ---------- | ---- | ------ | ----- | ------ |
| 1      | Japan      | 67   | 41     | 30    | 138    |
| 2      | Filipijnen | 8    | 19     | 21    | 48     |
| 3      | Zuid-Korea | 8    | 7      | 12    | 27     |
| 4      | Taiwan     | 6    | 9      | 10    | 25     |
| 5      | Pakistan   | 6    | 5      | 4     | 15     |
| 6      | Iran       | 6    | 5      | 4     | 15     |
| 7      | India      | 4    | 6      | 6     | 16     |
| 8      | Vietnam    | 2    | 0      | 0     | 2      |
| 9      | Birma      | 2    | 0      | 0     | 2      |
| 10     | Singapore  | 1    | 1      | 0     | 2      |
| 11     | Ceylon     | 1    | 0      | 0     | 1      |
| 12     | Indonesië  | 0    | 2      | 4     | 6      |
| 13     | Thailand   | 0    | 1      | 3     | 4      |
| 14     | Maleisië   | 0    | 0      | 2     | 2      |
| 15     | Israël     | 0    | 0      | 1     | 1      |
| 16     | Hongkong   | 0    | 0      | 1     | 1      |
| Totaal | Totaal     | 111  | 96     | 98    | 305    |

1951 ·
1954 ·
1958 ·
1962 ·
1966 ·
1970 ·
1974 ·
1978 ·
1982 · 
1986 · 
1990 · 
1994 · 
1998 · 
2002 · 
2006 · 
2010 · 
2014 · 
2018 · 
2022